# ميخائيل يبواه
ميخائيل يبواه (بالإنجليزية: Michael Yeboah)‏ هو لاعب كرة قدم غاني، ولد في 2001. لعب مع أكرا غريت أوليمبكس.